# Сомони
Сомони́ (тадж. сомонӣ) — денежная единица Таджикистана, названа в честь средневекового политического деятеля Исмаила Самани, буквенный код ISO 4217 — TJS, цифровой — 972, официальный символ — с. 1 сомони состоит из 100 дирамов.
Сомони был введён 30 октября 2000 года и заменил таджикский рубль (1 сомони = 1000 таджикских рублей), обмен осуществлялся до 1 апреля 2001 года.

## Монеты

### Серия 2001—2020 года
Монеты этого выпуска чеканились на Санкт-Петербургском монетном дворе. На монетах 2006 года выпуска, по сравнению с монетами 2001 года, увеличенное изображение номинала. В 2018 году были выпущены монеты номиналом 1, 3 и 5 сомони с изменённым дизайном, отчеканенные на Казахстанском монетном дворе.
| Изображение          | Номинал    | Материал             | Диаметр (мм) | Толщина (мм) | Масса (г) | Гурт                                | Годы выпуска |
| -------------------- | ---------- | -------------------- | ------------ | ------------ | --------- | ----------------------------------- | ------------ |
|                      | 5 дирамов  | сталь, плак. латунью | 16,5         | 1,35         | 2         | гладкий                             | 2001 2006    |
|                      | 10 дирамов | сталь, плак. латунью | 17,5         | 1,4          | 2,4       | гладкий                             | 2001 2006    |
|                      | 20 дирамов | сталь, плак. латунью | 18,5         | 1,4          | 2,7       | гладкий                             | 2001 2006    |
|                      | 25 дирамов | медь+цинк            | 19           | 1,4          | 2,76      | рубчатый                            | 2001 2006    |
| сталь, плак. латунью | 25 дирамов | 2,8                  | 19           | 1,4          | 2006      | рубчатый                            |              |
|                      | 50 дирамов | медь+цинк            | 21           | 1,45         | 3,6       | рубчатый                            | 2001 2006    |
| сталь, плак. латунью | 50 дирамов | 3,4                  | 21           | 1,45         | 2006      | рубчатый                            |              |
|                      | 1 сомони   | нейзильбер           | 24           | 1,6          | 5,2       | прерывисто- рубчатый                | 2001         |
|                      | 1 сомони   | нейзильбер           | 24,5         | 1,8          | 5,8       | прерывисто- рубчатый                | 2018         |
|                      | 3 сомони   | нейзильбер           | 25,5         | 1,8          | 6,3       | гладкий с надписью СЕ СОМОНӢ        | 2001         |
|                      | 3 сомони   | нейзильбер           | 25,5         | 1,8          | 6,3       | гладкий с надписью СЕ СОМОНӢ        | 2018         |
|                      | 5 сомони   | нейзильбер           | 26,5         | 1,85         | 7         | прерывисто- рубчатый со звёздочками | 2001         |
|                      | 5 сомони   | нейзильбер           | 26,5         | 1,85         | 7         | прерывисто- рубчатый со звёздочками | 2018         |

### Серия 2011 года
С целью улучшения качества денежного обращения 15 июня 2011 года была выпущена новая серия монет номиналом в 5, 10, 20 и 50 дирамов и 1 сомони. Монеты номиналом в 1 и 2 дирама были выпущены в обращение со 2 февраля 2013 года. Все монеты чеканятся на Казахстанском монетном дворе.
Все монеты прошлых выпусков (2001 и 2006 года) остаются законными средствами платежа.
В 2015 и 2017 годах были выпущены монеты номиналом 5, 10, 20, 50 дирамов и 1 сомони (только в 2017) с несколько изменённым дизайном.
| Изображение | Изображение | Номинал    | Материал             | Диаметр (мм) | Толщина (мм) | Масса (г) | Гурт                 | Годы выпуска   |
| ----------- | ----------- | ---------- | -------------------- | ------------ | ------------ | --------- | -------------------- | -------------- |
|             |             | 1 дирам    | сталь, плак. латунью | 14,5         | 1,2          | 1,3       | гладкий              | 2011           |
|             |             | 2 дирама   | сталь, плак. латунью | 16,0         | 1,2          | 1,6       | гладкий              | 2011           |
|             |             | 5 дирамов  | сталь, плак. латунью | 18,0         | 1,2          | 2,0       | гладкий              | 2011 2015 2017 |
|             |             | 10 дирамов | сталь, плак. латунью | 20,5         | 1,4          | 3,0       | гладкий              | 2011 2015 2017 |
|             |             | 20 дирамов | сталь, плак. латунью | 23,5         | 1,6          | 4,0       | рубчатый             | 2011 2015 2017 |
|             |             | 50 дирамов | сталь, плак. латунью | 26,0         | 1,6          | 5,5       | прерывисто- рубчатый | 2011 2015 2017 |
|             |             | 1 сомони   | мельхиор             | 27,0         | 1,4          | 5,2       | рубчатый             | 2011 2017      |

### Памятные монеты
Национальный банк Таджикистана выпускает памятные и юбилейные монеты из драгоценных (золото — номиналами 50, 100 и 200 сомони и серебро — номиналами 1, 3, 5, 50, 100 и 500 сомони) и недрагоценных металлов (биметалл — номиналом 3 и 5 сомони, мельхиор и нейзильбер — номиналом 1 сомони), начиная с 2004 года, когда были выпущены четыре монеты, посвящённые 10-летию Конституции Таджикистана и 80-летию Душанбе.
По состоянию на начало 2015 года было выпущено 30 разновидностей монет, в том числе 5 биметаллических, 2 из мельхиора, 1 из нейзильбера, 19 из серебра 925 пробы и 3 из золота 900 пробы.

## Банкноты
Банкноты достоинством в 1, 5, 20, 50 дирамов и 1, 5, 10, 20, 50 и 100 сомони были выпущены в обращение с 30 октября 2000 года в соответствие с Указом Президента Республики Таджикистан № 415.
В 2010 году были выпущены модификации банкнот в 1, 5, 10 и 20 сомони с изменённым цветовым оформлением, в также новые банкноты номиналом в 3, 200 и 500 сомони (с 10 сентября).
25 декабря 2012 года выпущены модификации банкнот номиналом 5 и 10 сомони с дополнительным голографическим защитным элементом.
С 5 марта 2013 года в обращение были введены модификации банкнот номиналом 20, 50 и 100 сомони, имеющие новый элемент защиты: три последних цифры серийного номера напечатаны на кинеграмме с помощью лазера и обладают повышенным рельефом, который можно различить невооружённым глазом и на ощупь.
31 августа 2017 года Нацбанк Таджикистана выпустил в обращение модификации банкнот 10, 20, 50 и 100 сомони, имеющие новые элементы защиты. На всех банкнотах заменена подпись председателя Нацбанка, и год изменён на 2017. На банкноте в 100 сомони на лицевой стороне изменены защитные полосы, эмблема банка уменьшена. На оборотной стороне банкноты ныряющая нить стала шире, флаг республики и эмблема банка также уменьшены.
В 2021 году банкноты 10, 20, 50, 100, 200 и 500 сомони были модифицированы — подпись председателя Нацбанка снова заменена.
| Изображение                                     | Изображение       | Номинал    | Размеры (мм) | Основные цвета            | Описание                                                                                                   | Описание                                              | Годы выпуска             |
| Лицевая сторона                                 | Оборотная сторона | Номинал    | Размеры (мм) | Основные цвета            | Лицевая сторона                                                                                            | Оборотная сторона                                     | Годы выпуска             |
| ----------------------------------------------- | ----------------- | ---------- | ------------ | ------------------------- | --- | ----------------------------------------------------- | ------------------------ |
|                                                 |                   | 1 дирам    | 100×60       | коричневый                | Здание Театра оперы и балета им. Садриддина Айни                                                           | горный пейзаж                                         | 1999                     |
|                                                 |                   | 5 дирамов  | 100×60       | синий                     | Дворец культуры «Арбоб»                                                                                    | Мавзолей в Чилучорчашме                               | 1999                     |
|                                                 |                   | 20 дирамов | 100×60       | зелёный                   | зал заседаний Национального банка Таджикистана                                                             | горная дорога                                         | 1999                     |
|                                                 |                   | 50 дирамов | 100×60       | фиолетовый                | основатель государства Саманидов Абу Ибрахим Исмаил ибн Ахмад Самани (849—907)                             | горная долина                                         | 1999                     |
|                                                 |                   | 1 сомони   | 141×65       | зелёный                   | поэт, общественно-политический деятель Таджикистана Мирзо Турсун-Заде (1911—1977)                          | здание Национального банка Таджикистана               | 1999                     |
|                                                 |                   | 3 сомони   | 141×65       | пурпурный                 | герой Таджикистана, государственный деятель Таджикистана Шириншо Шотемор (1899—1937)                       | здание Парламента Таджикистана                        | 2010                     |
|                                                 |                   | 5 сомони   | 144×65       | синий                     | основоположник современной таджикской литературы Садриддин Айни (1878—1954)                                | Мавзолей Абу Абдаллаха Рудаки в Пенджикентском районе | 1999                     |
|                                                 |                   | 10 сомони  | 147×65       | оранжевый пурпурный       | таджикский мыслитель и поэт Мир Сайид Али Хамадани (1314—1384)                                             | Мавзолей Мир Саида Али Хамадони в г. Куляб            | 1999 2017 2018 2021 2022 |
|                                                 |                   | 10 сомони  | 147×65       | оранжевый пурпурный       | таджикский мыслитель и поэт Мир Сайид Али Хамадани (1314—1384)                                             | Мавзолей Мир Саида Али Хамадони в г. Куляб            | 1999 2017 2018 2021 2022 |
|                                                 |                   | 20 сомони  | 150×65       | коричневый голубой        | персидский философ и врач, учёный-энциклопедист Абу Али Хусейн ибн Абдаллах ибн Сина (Авиценна) (980—1037) | Гиссарская крепость                                   | 1999 2017 2018 2021 2022 |
|                                                 |                   | 20 сомони  | 150×65       | коричневый голубой        | персидский философ и врач, учёный-энциклопедист Абу Али Хусейн ибн Абдаллах ибн Сина (Авиценна) (980—1037) | Гиссарская крепость                                   | 1999 2017 2018 2021 2022 |
|                                                 |                   | 50 сомони  | 153×65       | синий жёлтый              | учёный, государственный деятель Таджикистана Бободжан Гафуров (1908—1977)                                  | чайхана «Сино» в Исфаринском районе                   | 1999 2017 2018 2021 2022 |
|                                                 |                   | 50 сомони  | 153×65       | синий жёлтый              | учёный, государственный деятель Таджикистана Бободжан Гафуров (1908—1977)                                  | чайхана «Сино» в Исфаринском районе                   | 1999 2017 2018 2021 2022 |
|                                                 |                   | 100 сомони | 156×65       | коричневый голубой        | основатель государства Саманидов Абу Ибрахим Исмаил ибн Ахмад Самани (849—907)                             | Президентский дворец                                  | 1999 2017 2021 2022      |
|                                                 |                   | 100 сомони | 156×65       | коричневый голубой        | основатель государства Саманидов Абу Ибрахим Исмаил ибн Ахмад Самани (849—907)                             | Президентский дворец                                  | 1999 2017 2021 2022      |
|                                                 |                   | 200 сомони | 159×68       | коричневый жёлтый голубой | герой Таджикистана, государственный деятель Таджикистана Нусратулло Махсум (1881—1937)                     | здание Национальной библиотеки                        | 2010 2018 2021 2022      |
|                                                 |                   | 200 сомони | 159×68       | коричневый жёлтый голубой | герой Таджикистана, государственный деятель Таджикистана Нусратулло Махсум (1881—1937)                     | здание Национальной библиотеки                        | 2010 2018 2021 2022      |
|                                                 |                   | 500 сомони | 162×71       | синий жёлтый              | основоположник таджикской (персидской) классической литературы Абу Абдаллах Рудаки (858—941)               | Дворец нации                                          | 2010 2018 2021 2022      |
|                                                 |                   | 500 сомони | 162×71       | синий жёлтый              | основоположник таджикской (персидской) классической литературы Абу Абдаллах Рудаки (858—941)               | Дворец нации                                          | 2010 2018 2021 2022      |
| Масштаб изображений — 1,0 пикселя на миллиметр. |                   |            |              |                           | |                                                       |                          |

### Защитные элементы
- Дирамы:

1. Бумага, содержащая бесцветные защитные волокна, люминесцирующие красным, синим и зелёным светом
2. Водяной знак в виде эмблемы Национального банка Таджикистана
3. Металлизированная ныряющая защитная нить с повторяющимся текстом «БМТ» (тадж. Бонки миллии Тоҷикистон — Национальный банк Таджикистана)
4. Микротекст с изображением номинала банкноты на таджикском (лицевая сторона) и английском языке (оборотная)
5. Серийный номер, обладающий магнитными свойствами

- Сомони:

1. Бумага, содержащая бесцветные защитные волокна, люминесцирующие красным, синим и зелёным светом
2. Водяной знак в виде портрета человека, изображённого на банкноте
3. Металлизированная ныряющая защитная нить с повторяющимся текстом «БМТ»
4. Микротекст с изображением номинала банкноты на таджикском (лицевая сторона) и английском языке (оборотная)
5. Горизонтально расположенный серийный номер обладает магнитными свойствами
6. Печатно-тиснёный элемент против копирования: при рассмотрении банкноты под разными углами в изображении «тюльпана» видно несколько чисел, обозначающих номинал банкноты
7. Совмещающиеся элементы узора в светлом круге на лицевой и оборотной сторонах образуют эмблему НБТ
8. Голографическая защитная полоса с эмблемами НБТ и текстом на таджикском и английском языках (у банкнот номиналом 20-500 сомони; у 5 и 10 сомони — с 2012 года)
9. Метка для людей с ослабленным зрением
10. Рельефное изображение последних трёх цифр серийного номера на кинеграмме (с 2013 года у банкнот номиналом 20, 50 и 100 сомони)

## Символ сомони
В сентябре 2015 года Национальный банк Таджикистана объявил о начала конкурса на разработку символа сомони, который должен был завершиться к началу октября. Однако закончился он безрезультатно, до сих пор символом национальной валюты Таджикистана является обычное сокращение — буква «с».